# James Amasihohu
James Akugbe Amasihohu (Kortrijk, 4 juli 2000) is een Belgisch voetballer die sinds februari 2024 uitkomt voor CS Gloria 2018 Bistrița-Năsăud.

## Carrière
Amasihohu genoot zijn jeugdopleiding bij FCV Dender EH, RSC Anderlecht, KAA Gent en Lierse SK. Na het faillissement van laatstgenoemde club in 2018 bleef hij een paar maanden zonder club, waarna hij onderdak vond bij de Spaanse club CD Juventud Sexitana, waar Karel Fraeye toen trainer was. In de zomer van 2019 tekende hij bij KV Oostende, waar hij aansloot bij de beloften. Amasihohu kwam er al gauw in contact met de eerste ploeg, maar door veelvuldig blessureleed kon hij niet doorbreken bij de kustclub.
In de winter van 2022 trok Amasihohu opnieuw naar het buitenland: hij ondertekende een contract van een half seizoen bij de Cypriotische derdeklasser Digenis Morfou. In Cyprus trok hij de aandacht van een manager met contacten in Noord-Macedonië, waarna Amasihohu een contract van een jaar ondertekende bij de Macedonische eersteklasser FK Pobeda Prilep. In januari 2023 verbrak hij er zijn contract met het oog op een transfer naar een Spaanse derdeklasser, die uiteindelijk niet doorging. Amasihohu vond daarop onderdak bij FK Skopje, een reeksgenoot van Pobeda Prilep. Op het einde van het seizoen degradeerden beide clubs uit de Prva Liga.
In juli 2023 sloot Amasihohu zich aan bij KSC Dikkelvenne, een club uit de Tweede afdeling. Daar deed hij het seizoen niet uit, want in februari 2024 tekende hij bij de Roemeense derdeklasser CS Gloria 2018 Bistrița-Năsăud.